# Potzneusiedl
Potzneusiedl (del húngaro: Lajtafalu) es una ciudad localizada en el Distrito de Neusiedl am See, estado de Burgenland, Austria.
- Datos: Q661052
- Multimedia: Potzneusiedl / Q661052

1. ↑  Worldpostalcodes.org, código postal n.º 2473.